# پوروشتیتسا (مدوجا)
پوروشتیتسا (به صربی: Poroštica) یک منطقهٔ مسکونی در صربستان است که در مدوجا واقع شده‌است. پوروشتیتسا ۴۱ نفر جمعیت دارد.